# Fysiken, motionsanläggning
Fysiken är en motionsanläggning vid Mossen i stadsdelen Krokslätt i Göteborg. 
Föregångaren var tältet Plastiken som invigdes 1969, då endast som ett provisorium i som längst tio år. Men redan under höststormen det året höll det på att sluta illa. Plastiken var en hallkonstruktion av belagd väv som hölls uppe av ett inre övertryck och utan stag. De kallades på sin tid (60-talet) Barracuda-hallar. 
Den 7 februari 1983 invigdes ersättaren, Fysiken, dit Wallenbergstiftelsen donerat 1,5 miljoner kronor och Göteborgs kommun bidragit med 1 miljon. Även Postverket bidrog och studenterna, som under några år betalade 10 kr extra i terminsavgift. I augusti 1982, då bygget startade, fanns det 4 miljoner i kassan. Av det fick man ut tre motionshallar och 230 omklädningsplatser. Byggnadsytan var 2 430 kvadratmeter och totalytan 3 000 kvadratmeter. Byggherre var byggfirman Diös.  